# Europeiska inomhusmästerskapen i friidrott 2023 – Herrarnas tresteg
Herrarnas tresteg vid europeiska inomhusmästerskapen i friidrott 2023 avgjordes mellan den 2 och 3 mars 2023 på Ataköy Athletics Arena i Istanbul i Turkiet.

## Medaljörer
| Guld                    | Silver                          | Brons            |
| Pedro Pichardo Portugal | Nikolaos Andrikopoulos Grekland | Max Heß Tyskland |

## Rekord
| Innan tävlingens start fanns följande rekord | Innan tävlingens start fanns följande rekord | Innan tävlingens start fanns följande rekord | Innan tävlingens start fanns följande rekord | Innan tävlingens start fanns följande rekord |
| -------------------------------------------- | -------------------------------------------- | -------------------------------------------- | -------------------------------------------- | -------------------------------------------- |
| Världsrekord                                 | Hugues Fabrice Zango (BUR)                   | 18,07                                        | Aubière, Frankrike                           | 16 januari 2021                              |
| Europeiskt rekord                            | Teddy Tamgho (FRA)                           | 17,92                                        | Paris, Frankrike                             | 6 mars 2011                                  |
| Mästerskapsrekord                            | Teddy Tamgho (FRA)                           | 17,92                                        | Paris, Frankrike                             | 6 mars 2011                                  |
| Världsårsbästa                               | Jordan Díaz (ESP)                            | 17,59                                        | Madrid, Spanien                              | 19 februari 2023                             |
| Europaårsbästa                               | Jordan Díaz (ESP)                            | 17,59                                        | Madrid, Spanien                              | 19 februari 2023                             |

## Program
Alla tider är lokal tid (UTC+03:00).
| Datum       | Tid   | Omgång |
| ----------- | ----- | ------ |
| 2 mars 2023 | 19:53 | Kval   |
| 3 mars 2023 | 20:35 | Final  |

## Resultat

### Kval
Kvalregler: Hopp på minst 16,70 meter 0Q0 eller de 8 friidrottare med längst hopp 0q0 gick vidare till finalen.
| Placering | Namn                   | Nationalitet | #1    | #2    | #3    | Resultat           | Noteringar |
| --------- | ---------------------- | ------------ | ----- | ----- | ----- | ------------------ | ---------- |
| 1         | Pedro Pichardo         | Portugal     | 17,48 |       |       | 17,48              | 0Q0, 0NR0  |
| 2         | Max Heß                | Tyskland     | 16,67 | 16,40 | -     | 16,67              | 0q0        |
| 3         | Tobia Bocchi           | Italien      | 16,29 | 16,47 | -     | 16,47              | 0q0        |
| 4         | Nazim Babayev          | Azerbajdzjan | 16,45 | 16,29 | -     | 16,45              | 0q0, 0SB0  |
| 5         | Tiago Pereira          | Portugal     | 15,06 | 16,15 | 16,39 | 16,39              | 0q0        |
| 6         | Nikolaos Andrikopoulos | Grekland     | 15,81 | 16,05 | 16,39 | 16,39              | 0q0, 0SB0  |
| 7         | Benjamin Compaoré      | Frankrike    | x     | 16,37 | 16,00 | 16,37              | qR         |
| 8         | Dimitrios Tsiamis      | Grekland     | 16,22 | x     | 16,26 | 16,26              | 0q0        |
| 9         | Batuhan Çakir          | Turkiet      | x     | 16,06 | 16,20 | 16,20              | 0q0, 0SB0  |
| 10        | Simone Biasutti        | Italien      | 15,91 | 15,84 | 16,20 | 16,20              |            |
| 11        | Enzo Hodebar           | Frankrike    | x     | x     | 16,09 | 16,09              | 0SB0       |
| 12        | Andreas Pantazis       | Grekland     | x     | x     | 16,06 | 16,06              |            |
| 13        | Jesper Hellström       | Sverige      | x     | 15,40 | 15,95 | 15,95              |            |
| 14        | Georgi Nachev          | Bulgarien    | x     | 15,81 | 15,92 | 15,92              |            |
| 15        | Levon Aghasyan         | Armenien     | 15,19 | 15,78 | 15,89 | 15,89              | 0SB0       |
| 16        | Jax Luxa               | Slovenien    | 15,70 | 15,50 | 15,68 | 15,70              | 0SB0       |
| 17        | Răzvan Cristian Grecu  | Rumänien     | x     | r     |       | Inget giltigt hopp |            |

### Final
Finalen startade klockan 20:35.
| Placering | Namn                   | Nationalitet | #1    | #2    | #3    | #4    | #5    | #6    | Resultat | Noteringar |
| --------- | ---------------------- | ------------ | ----- | ----- | ----- | ----- | ----- | ----- | -------- | ---------- |
| 1         | Pedro Pichardo         | Portugal     | 17,26 | –     | 17,60 | –     | –     | x     | 17,60    | 0VB0, 0NR0 |
| 2         | Nikolaos Andrikopoulos | Grekland     | 16,20 | x     | x     | 15,91 | 16,58 | x     | 16,58    | 0SB0       |
| 3         | Max Heß                | Tyskland     | 16,96 | x     | x     | 16,54 | 15,91 | 16,57 | 16,57    |            |
| 4         | Tiago Pereira          | Portugal     | 16,29 | 16,10 | x     | 16,32 | 16,51 | 16,34 | 16,51    | 0SB0       |
| 5         | Nazim Babayev          | Azerbajdzjan | x     | 16,50 | x     | x     | 16,46 | x     | 16,50    | 0SB0       |
| 6         | Tobia Bocchi           | Italien      | 15,11 | 16,29 | 16,39 | x     | 16,35 | 14,33 | 16,39    |            |
| 7         | Dimitrios Tsiamis      | Grekland     | 16,07 | x     | x     | 14,07 | 16,39 | x     | 16,39    |            |
| 8         | Benjamin Compaoré      | Frankrike    | 15,79 | 16,11 | x     | –     | 15,22 | x     | 16,11    |            |
| 9         | Batuhan Çakir          | Turkiet      | 15,70 | 16,02 | x     |       |       |       | 16,02    |            |